# ドルクハン・トキョズ
ドルクハン・トキョズ（Dorukhan Toköz、1996年5月21日 - ）は、トルコ・エスキシェヒル出身の同国代表プロサッカー選手。アダナ・デミルスポル所属。ポジションはMF。

## 経歴

### クラブ
地元クラブであるエスキシェヒルスポルのアカデミー出身。2015年12月3日、テュルキエ・クパスのメネメンスポル戦でトップチームデビューを果たした。
2018年7月9日、ベシクタシュJKに移籍。
2021年7月29日、トラブゾンスポルにフリーで加入。

### 代表
年代別トルコ代表ではU-21代表でのプレー経験がある。
2019年3月22日、UEFA EURO 2020予選のアルバニア代表戦でフル代表デビュー。6月11日、同アイスランド代表戦で初ゴールを決めた。

## タイトル
ベシクタシュ
- スュペル・リグ (1): 2020-21
- テュルキエ・クパス (1): 2020-21

トラブゾンスポル
- スュペル・リグ (1): 2021-22